# Social House
Social House ist ein US-amerikanisches Musiker- und Produzentenduo aus Pittsburgh, das vor allem für seine Zusammenarbeit mit Ariana Grande bekannt ist. 2019 hatten sie zusammen mit ihr den internationalen Hit Boyfriend. 

## Bandgeschichte
Mikey Foster und Scooter Anderson aus Pennsylvania ließen sich in den 2010er Jahren in Los Angeles nieder und machten als Songschreiber unter anderem für Meghan Trainor, DJ Khaled und Jennifer Lopez auf sich aufmerksam. Außerdem waren sie 2018 an zwei Songs auf dem Album Sweetener von Ariana Grande beteiligt. Im selben Jahr hatten sie auch ihren ersten eigenen Hit mit Magic in the Hamptons mit Lil Yachty als Gastrapper. Es kam in die Bubbling-Under-Charts und wurde mit Gold ausgezeichnet.
Zum Jahresende begannen bereits die Arbeiten am nächsten Ariana-Grande-Album Thank U, Next, an dem die beiden erneut als Produzenten und Songwriter beteiligt waren. Insbesondere waren sie mitverantwortlich für den Titelsong und für die zweite Singleauskopplung 7 Rings, die beide Platz 1 in den USA und in anderen Ländern erreichten, ebenso wie das Album.
2019 veröffentlichte das Duo die erste eigene EP mit dem Titel Everything Changed …. Vorab erschien der darauf enthaltene Song Boyfriend, bei dem Ariana Grande beteiligt war, als Single. Das Lied erreichte die Top 10 der US-Charts und war ein internationaler Hit. In den USA erreichte es Platinstatus, im UK Goldstatus. Die EP konnte sich ebenfalls in den US-Charts platzieren. Bei den MTV Video Music Awards 2019 wurde Boyfriend als „Song of the Summer“ ausgezeichnet. Für die „Popdarbietung“ von Boyfriend sowie für die Produktion von 7 Rings erhielten Foster und Anderson bei den Grammy Awards 2020 jeweils eine Nominierung.

## Mitglieder
- Michael David Foster
- Charles Michael Anderson

## Diskografie
EPs
- Everything Changed … (2019)

Lieder
- Magic in the Hamptons (featuring Lil Yachty, 2018, UK: Silber, US: Gold)
- Higher (2018)
- Haunt You (2019)
- Boyfriend (mit Ariana Grande, 2019)
- Electric (2020)